# La Satanormaléficassassinfernale Potion du professeur Laboulette
La Satanormaléficassassinfernale Potion du professeur Laboulette (titre original : Der satanarchäolügenialkohöllische Wunschpunsch) est un roman pour la jeunesse écrit par Michael Ende et publié en 1989. Le livre a été récompensé en 1990 par le prix littéraire suisse La vache qui lit.

## Résumé
Le méchant sorcier Laboulette (Beelzebub Irrwitzer) a une obligation auprès de Satan, chaque année il doit commettre un certain nombre de mauvaises actions, catastrophes naturelles, et autres malheurs. Cependant cette année il ne répond pas aux exigences attendues car Maurizio, le chat obèse de Laboulette est en fait un espion envoyé par le Haut Conseil des Animaux pour surveiller son maître, ce qui l'oblige à être prudent.
Le dernier jour de l'année, Laboulette reçoit une visite de Maledictus Made, un huissier des enfers qui lui rappelle la teneur de son contrat avec le Diable qui stipule que son âme sera le prix à payer s'il ne provoque pas une catastrophe avant minuit. 
La tante du professeur, la sorcière Tyranie Vampiral (Tyrannja Vamperl) se trouve dans la même situation que son neveu, à cause de son vieux corbeau Jacob également envoyé par le Haut Conseil des Animaux pour l'espionner. En désespoir de cause, Laboulette et Tyranie unissent alors leurs forces et tentent le tout pour le tout en concoctant une puissante potion capable de réaliser tous leurs vœux, afin d'honorer leur contrat avant minuit. S'ils parviennent à préparer le breuvage, ils n'auront même pas à le dissimuler à leurs espions de compagnons car la potion réalise l'exact opposé des souhaits qui lui sont adressés. Les deux sorciers n'auront donc qu'à souhaiter toutes sortes de bonnes choses aux habitants de la ville pour en réalité provoquer les pires malheurs.
L'histoire commence le jour de la Saint Sylvestre, à 17h et chacun des chapitres du livre représente une heure jusqu'à minuit. Cela permet d'illustrer la pression qui pèse sur chacun des camps pour réussir sa mission. D'un côté les sorciers, doivent terminer une recette de cinq mètres de long avant minuit tout en se surveillant mutuellement. De l'autre côté, le chat et le corbeau doivent déjouer les plans de leurs maîtres tout en faisant face à leurs propres problèmes à savoir l'obésité de Maurizio et les rhumatismes de Jacob. Néanmoins, la potion connait une faiblesse que devront exploiter Jacob et Maurizio: si à minuit la potion n'est pas achevée et bue jusqu'à la dernière goutte, ses effets ne seront pas inversés - comme souhaités par les deux sorciers - mais au contraire chacun des vœux formulé sera réalisé.

## Titre
Le titre original satanarchäolügenialkohöllisch est un mot-valise formé des mots allemands Satan, Anarchie, Archäologie, Lüge, genial, Alkohol and höllisch (Satan, anarchie, archéologie, mensonge, génial, alcool et enfer). Certains mots revêtent ici une importance particulière dans l'histoire. Le fait que la potion est alcoolisée, a pour conséquence que le sorcier et la sorcière ne réalisent pas que l'effet désiré de renversement de la potion ne fonctionne pas. L'inversion en elle-même est associée au mot mensonge.

## Adaptations
- En 2000, une série télévisée d'animation franco-canadienne inspirée de l'ouvrage : Wounchpounch.